# Balas & Bolinhos – O Regresso
Balas & Bolinhos – O Regresso (portugiesisch für: Kugeln und Kroketten – Die Rückkehr) ist eine portugiesische Kriminalkomödie des Regisseurs Luís Ismael aus dem Jahr 2000.
Es war der zweite Teil der Balas & Bolinhos-Trilogie, die dank der überzeichneten Charaktere und deren ungezügelter Umgangssprache mit viel Lokalkolorit unerwartet viele Zuschauer und einen anhaltenden Kultstatus vor allem bei einem eher jungen Publikum erreichte. Der zweite Teil war im Gegensatz zur absoluten Low-Budget-Produktion des Vorgängers ein wenig aufwändiger, zeigte mehr Darsteller und auch einige filmische Anspielungen, etwa ihre Schatzsuche, die ironisch auf die Indiana-Jones-Abenteuerreihe anspielt, die an Bollywood-Filme erinnernden Passagen mit entsprechender Musik oder eine Karikatur eines Pornofilmdrehs.

## Handlung
Rato ist mal wieder pleite und hat ernsthafte Geldprobleme. Culatra geht es nicht besser, und der verwirrte Bino ist so am Ende wie immer. Als sie die Möglichkeit bekommen, eine Schatzkarte zu stehlen, sehen sie das ersehnte Ende ihrer Nöte. Alleine trauen sie sich den Coup allerdings nicht zu, sie benötigen die Hilfe des Masterminds ihrer alten Gruppe. Da kommt Tone aus Libyen zurück, erstarkt und voller neuer Erfahrungen. Von seinen Freunden gefeiert, arbeitet Tone einen todsicheren Plan für die vier aus.
Doch es stellen sich wieder jede Menge Probleme ein. Neben ihren alten Schwächen stoßen sie nun auch noch auf gefährliche Kontrahenten. Gegen alle Widerstände verfolgen sie ihr Ziel jedoch unerbittlich weiter, bis sie von einer unerwarteten Enttäuschung heimgesucht zu werden.

## Produktion und Rezeption
Wieder produzierte der Filmfreunde-Verein AACV (Associação de Artes Cinematográficas de Valongo) ihres Heimatortes Valongo den Film selbst, und wieder übernahmen sie die Hauptrollen und drehten ihn erneut in ihrem vertrauten Umfeld im Großraum Porto. Diesmal jedoch zählte der Film mehr Rollen, davon einige auch mit Schauspielern in Nebenrollen besetzt, darunter der bekannte Comedian Fernando Rocha als kleiner Waffenhändler.
Der Film startete am 30. September 2004 in den portugiesischen Kinos, wo er auf ein ungewöhnlich großes Publikumsinteresse stieß und mit 57610 verkauften Karten zu den erfolgreichsten portugiesischen Filmen gezählt wird.
Balas & Bolinhos – O Regresso erschien erstmals 2004 in Portugal als DVD mit umfangreichem Bonusmaterial, bei Lusomundo.
Am 9. März 2019 lief er erstmals im Free-TV, im öffentlich-rechtlichen Sender RTP2, wo er am 18. Juli 2020 wiederholt wurde.